# Désiré Debuchy
Désiré Debuchy, né le 7 octobre 1823 à  Tourcoing (Nord)  et mort le 28 mai 1884
à Paris (Seine), est un industriel et homme politique français.

## Biographie
Fils de Jean-Baptiste-Désiré Debuchy, filateur, commissaire-priseur et adjoint au maire de Tourcoing, et d'Amélie-Sophie Lorthiois, il fonde à Tourcoing d'importants établissements industriels (filature, fabrique de tissus), et est adjoint au maire de Tourcoing, lorsqu'il fut désigné comme candidat officiel du gouvernement du Seize-Mai, lors des élections législatives du 14 octobre 1877, à la place de Leurent, député sortant, monarchiste, que des raisons de santé empêchent de briguer de nouveau les suffrages des électeurs.
Debuchy, élu député de la 6e circonscription de Lille, prend place à droite, et vote avec les conservateurs de l'Assemblée : contre les invalidations prononcées par la majorité, contre les ministères Dufaure et Jules Ferry, contre l'article 7, contre l'application des lois aux congrégations, contre les lois nouvelles sur la presse et le droit de réunion, etc.
Réélu, le 21 août 1881, il continue de voter avec la minorité contre le gouvernement.
Il meurt subitement, pendant la législature, le 28 mai 1884. Debuchy a pour successeur à la Chambre Charles Jonglez.

## Sources
- « Désiré Debuchy », dans Adolphe Robert et Gaston Cougny, Dictionnaire des parlementaires français, Edgar Bourloton, 1889-1891 [détail de l’édition]
- Hélène Picard-Boulenguez, Les parlementaires du Nord-Pas-de-Calais sous la IIIe République, 2000